# Dzikowiny (Ukraina)
Dzikowiny (ukr. Диковини) – wieś na Ukrainie, w obwodzie wołyńskim, w rejonie łuckim, w hromadzie Beresteczko. W 2001 liczyła 323 mieszkańców, spośród których 321 wskazało jako ojczysty język ukraiński, a 2 rosyjski.
W okresie międzywojennym wieś znajdowała się w granicach II RP, wchodząc w skład gminy Beresteczko w powiecie horochowskim, w województwie wołyńskim.
W Dzikowinach mieszkał w dzieciństwie prof. dr hab. n. med. Henryk Kirschner (1929–2022) – polski lekarz, w latach 1972–1999 dyrektor Instytutu Medycyny Społecznej AM w Warszawie, w latach 1995-2002 przewodniczący Komitetu Epidemiologi i Zdrowia Publicznego, autor Notatek Wołyńskich. 